# Mecynargus hypnicola
Mecynargus hypnicola är en spindelart som beskrevs av Kirill Yeskov 1988. Mecynargus hypnicola ingår i släktet Mecynargus och familjen täckvävarspindlar. Inga underarter finns listade i Catalogue of Life.